# こやまきみこ
こやま きみこ（本名：古山 貴実子〈読みは同じ〉、1979年1月27日 - ）は、日本の女性声優、歌手、元芸人。
徳島県徳島市出身。フリー。以前の芸名は古山 きみこ。愛称および芸人としての芸名はきみきみ。

## 来歴
高校時代、声優オーディションで合格していた芸能事務所であるサンミュージックプロダクションに高校卒業と同時に所属。2002年、シグマ・セブンに移籍。
2003年3月、声優ユニット「パステル」のメンバーとなる（2004年1月に解散）。
2007年4月、シグマ・セブンからAIR AGENCYに移籍。
2009年4月、人見知り克服と喋りの勉強のためNSC東京校15期生として入学、2010年4月から芸人としてよしもとクリエイティブエージェンシーに所属。
6月、AIR AGENCYとの契約を解消したことを発表。
2011年12月、よしもととの契約を解消。芸人としての活動も終了し、フリーランスとして声優に専念する。
2016年1月、12年ぶりにパステルを再結成することを発表した。

## 人物
声優を志したのは、『初日の出アニメスペシャル』内で放送された『メガゾーン23』がきっかけ。
アニメ声優としてのデビュー作は『さくらももこ劇場 コジコジ』で、当時はまだ高校を卒業したばかりで本物のアフレコのやり方も分からないまま現場に行き、他のキャストの方のやり方を見て、同じようにするのだけで精一杯だったという。
芸名を「古山きみこ」としたのは母の要望。また後に、全部の名前をひらがなにしたのは、姓が「ふるやま」と読み間違えられるため、当時所属していた事務所に変えるように言われたからだという。
芸人としての同期はデニス、マテンロウ、おかずクラブ、横澤夏子、ニューヨーク、鬼越トマホークなど。

## 出演
太字はメインキャラクター。

### テレビアニメ
1997年
- さくらももこ劇場 コジコジ（1997年 - 1999年、ピロロ）

2001年
- こみっくパーティー（立川郁美）
- ちびまる子ちゃん（村田夏美）

2002年
- HAPPY★LESSON（2002年 - 2003年、四天王うづき） - 2シリーズ
- 陸上防衛隊まおちゃん（鬼瓦まお）
- SAMURAI DEEPER KYO（るる）

2003年
- 藍より青し〜縁〜（小宮夏樹）
- まぶらほ（エリザベート）
- らいむいろ戦奇譚（2003年 - 2005年、黄糸） - 2シリーズ

2004年
- コロッケ!（エクレア）
- デュエル・マスターズ チャージ（ホタル）
- とっとこハム太郎（ウサギさん）
- 鋼の錬金術師（女の子）
- 舞-HiME（2004年 - 2005年、太田弥生）
- 妄想代理人

2005年
- こいこい7（猪飼ヒフミ）
- 極上生徒会（久川まあち）
- こみっくパーティーRevolution（立川郁美）
- 灼眼のシャナ（2005年 - 2011年、マリアンヌ、燐子） - 3シリーズ
- ゾイドジェネシス（レ・ミィ、フリ・テン）
- はっぴぃセブン 〜ざ・テレビまんが〜（案内係）
- 舞-乙HiME（2005年 - 2006年、ヤヨイ・オールター）
- 魔法先生ネギま!（2005年 - 2007年、鳴滝風香） - 2シリーズ
- MÄR-メルヘヴン-（トロベ、アクア）

2006年
- IGPX（アンドレの娘）
- Canvas2 〜虹色のスケッチ〜（七城柚子）
- けろけろけろっぴ はすのうえタウン危機一髪!（けろりーぬ）
- BLACK CAT（エリィ）
- まじめにふまじめ かいけつゾロリ（子ヤギF）
- 魔界戦記ディスガイア（マハール）
- 護くんに女神の祝福を!（2006年 - 2007年、丸山友香）
- ヤマトナデシコ七変化♥（マドレーヌ 他）
- 夢使い（若葉）
- ラブゲッCHU 〜ミラクル声優白書〜（北条きよか）
- REC（田中さん、少女）

2007年
- かみちゃまかりん（鈴音）
- キミキス pure rouge（2007年 - 2008年、女子生徒、占いの女性、女生徒）
- しゅごキャラ!（2007年 - 2009年、ペペ） - 3シリーズ
- ドージンワーク（北野ソーラ）
- PRISM ARK（リッテ・ラートゥス）
- ポケモン不思議のダンジョン 時の探検隊・闇の探検隊（チリーン）
- REIDEEN（才賀倉夏）

2008年
- 屍姫 赫（四巴輝琉）
- とある魔術の禁書目録（2008年 - 2019年、月詠小萌） - 3シリーズ
- 隠の王（南十字）
- のらみみ（ニゴロ）
- ロザリオとバンパイア（仙童紫） - 2シリーズ

2009年
- アスラクライン（佐伯玲子） - 2シリーズ
- ミラクル☆トレイン〜大江戸線へようこそ〜（愛梨）

2010年
- オオカミさんと七人の仲間たち（マジョーリカ・ル・フェイ）
- 祝福のカンパネラ（カリーナ・ベルリッティ）
- とある科学の超電磁砲（2010年 - 2020年、月詠小萌） - 2シリーズ
- それいけ!アンパンマン（2010年 - 2024年、しめじまん〈3代目〉、ゆめのこうま〈3代目〉）

2011年
- 夢喰いメリー（パレイト）

2012年
- これはゾンビですか? オブ・ザ・デッド（妄想ユー）
- ゆうとくんがいく

2017年
- UQ HOLDER! 〜魔法先生ネギま!2〜（鳴滝風香）

2019年
- マナリアフレンズ（ルゥ）

### 劇場アニメ
- 劇場版 どうぶつの森（2006年、まめきち）
- 劇場版 灼眼のシャナ（2007年、マリアンヌ）
- 劇場版 魔法先生ネギま! ANIME FINAL（2011年、鳴滝風香）
- 劇場版 とある魔術の禁書目録 -エンデュミオンの奇蹟-（2013年、月詠小萌[18]）

### OVA
1998年
- YU-NO（ユーノ）
- 超機動伝説ダイナギガ（女生徒B）

2000年
- Refrain Blue（女子生徒）

2001年
- HAPPY★LESSON（2001年 - 2004年、四天王うづき） - 2シリーズ

2003年
- True Love Story Summer Days, and yet...（男の子）

2004年
- くじびきアンバランス（朝霧小雪）
- Memories Off 3.5 想い出の彼方へ（野々原葉夜）
- Memories Off 3.5 祈りの届く刻…（野々原葉夜）

2006年
- ピカチュウのわんぱくアイランド（ソーナノB）
- ネギま!? OVAシリーズ（鳴滝風香）- 2作品
- らいむいろ戦奇譚 南国夢浪漫（黄糸）

2008年
- きグルみっく☆V3 -ベストエピソードコレクション-（四方堂せりか）
- 魔法先生ネギま! OVAシリーズ（2008年 - 2009年、鳴滝風香）- 2作品

2011年
- 祝福のカンパネラOVA（カリーナ・ベルリッティ）

### Webアニメ
- 夏恋戦機（2014年、ピンキー・パクチー）

### ゲーム
1997年
- この世の果てで恋を唄う少女YU-NO（ユーノ）

1999年
- リトル・ウィッチ パルフェ 〜黒猫印の魔法屋さん〜（パルフェ＝シュクレール）
- リトル・ウィッチ レネット 〜スワンの涙ラプソディ〜（パルフェ＝シュクレール）
- リフレイン・ドリーム（下川結美）

2000年
- お花畑のフローレ（パルフェ＝シュクレール）
- ハートフルメモリーズ 〜Little Witch Parfait 2〜（パルフェ＝シュクレール）
- ココットのどきどきQUIZ大作戦（パルフェ＝シュクレール）

2001年
- こみっくパーティー（立川郁美）
- HAPPY★LESSON（四天王うづき）

2002年
- ギャルズパニックS3（NO-003 なごみ）

2003年
- 式神の城2（ちびふみこ/魔法で小さくなったふみこ・オゼット・ヴァインシュタイン）
- テネレッツァ（チョコレッタ）

2004年
- パティシエなにゃんこ〜初恋はいちご味〜（雀宮一恋）
- らいむいろ戦奇譚☆純（黄糸）
- Memories Off 〜それから〜（野乃原葉夜）

2005年
- 極上生徒会（久川まあち）
- 卒業 Next Graduation（2005年 - 2006年、志村もこ） - 2作品
- 魔法先生ネギま!シリーズ（鳴滝風香）
  - 1時間目 お子ちゃま先生は魔法使い!
  - 2時間目 戦う乙女たち! 麻帆良大運動会SP!

2006年
- 灼眼のシャナ（マリアンヌ）※PS2版
- REC☆ドキドキ声優パラダイス☆（田中）
- 魔法先生ネギま! 課外授業 乙女のドキドキ ビーチサイド（鳴滝風香）
- ネギま!?シリーズ（鳴滝風香）
  - 超 麻帆良大戦 かっとイ〜ン☆契約執行でちゃいますぅ
  - 3時間目 恋と魔法と世界樹伝説!

- パルフェ -Chocolat Second Style-（成田芳美）
- Memories Off 〜それから again〜（野乃原葉夜）

2007年
- ネギま!?シリーズ（鳴滝風香）
  - 超麻帆良大戦チュウ チェックイ〜ン 全員集合!やっぱり温泉来ちゃいましたぁ
  - どりーむたくてぃっく 夢見る乙女はプリンセス
  - ネオ・パクティオーファイト!!

- はかれなはーと 誰がために君はある？ / 君がために輝きを（姫宮木葉） - 2作品

2008年
- 赤い糸DS（菜穂）
- ティンクル☆くるせいだーすGoGo!（メリロット）
- どきどき魔女神判2（聖花ころん）
- しゅごキャラ! 3つのたまごと恋するジョーカー（ぺぺ）
  - しゅごキャラ! あむのにじいろキャラチェンジ（ぺぺ）

- PRISM ARK -AWAKE-（リッテ・ラートゥス）
- マクロスエースフロンティア（アキミズ・ユウ）
- ロザリオとバンパイア（2008年 - 2009年、仙童紫）- 2作品

2009年
- 絶体絶命都市3 -壊れゆく街と彼女の歌-（羽月彩水）
- 電撃学園RPG Cross of Venus（マリアンヌ、月詠小萌）
- マクロスアルティメットフロンティア（アキミズ・ユウ）
- しゅごキャラ! ノリノリ!キャラなりズム♪（ぺぺ）
- ルミナスアーク3 アイズ（ライラ）

2010年
- 祝福のカンパネラ Portable（カリーナ・ベルリッティ）

2011年
- 乙女はお姉さまに恋してるPortable 2人のエルダー（蒔田聖）
- とある魔術の禁書目録（月詠小萌）
- マクロストライアングルフロンティア（アキミズ・ユウ）
- みらくる☆パーティー -不思議の幻想郷2-（稗田阿求、黒谷ヤマメ）

2012年
- みらくる超パーティー -早苗と天子の幻想迷宮-（稗田阿求、黒谷ヤマメ、寅丸星）
- 嫁コレ（月詠小萌）

2013年
- 神撃のバハムート（ルゥ）
- とある魔術と科学の群奏活劇（月詠小萌）

2015年
- 不思議の幻想郷 -THE TOWER OF DESIRE-（稗田阿求）
  - 不思議の幻想郷 -THE TOWER OF DESIRE- DLC2 ザ・バレットリポーター（稗田阿求）

2016年
- ダブルフォーカス〜文と椛の弾丸取材紀行〜（稗田阿求）
- 不思議の幻想郷 TOD -RELOADED-（稗田阿求）

2017年
- 魔法禁书目录（月詠小萌）※中国製スマホゲーム

2018年
- 電脳戦機バーチャロン×とある魔術の禁書目録 とある魔術の電脳戦機（月詠小萌）

2019年
- プリンセスコネクト！Re:Dive（2019年 - 2024年、ルゥ）
- 不思議の幻想郷 -ロータスラビリンス-（稗田阿求 他）
- とある魔術の禁書目録 幻想収束（月詠小萌）

### ドラマCD
時期不明
- ドラマCD「風の聖痕 Ignition」（鈴原花音）
- 魔女のお茶会（アイちゃん）
- HAPPY★LESSON シリーズ（四天王うづき）

2003年
- 覇王♥愛人（秋野来実）
- らいむいろ戦奇譚 ドラマCD SP1、2（黄糸）

2004年
- パティシエなにゃん娘。ドラマちっくCD1、2（雀宮一恋）
- ヤミと帽子と本の旅人 Extra Book 2 -迷宮の行方-（ネル）
- ティンクルセイバーNOVA シリーズ（2004年 - 2012年、九行稜）

2005年
- こいこい7 ドラマCD第1 - 3巻（猪飼ヒフミ）
- TVアニメ「らいむいろ流奇譚X」オリジナルドラマ 式神温泉 みつごの湯（黄糸）
- PRISM ARK スペシャルサウンドパッケージ・YELLOW、GREEN、BLUE（2005年 - 2006年、リッテ・ラートゥス）

2006年
- キヨショー（清水ななみ）
- プリンセスうぃっちぃず ハイ☆ぱ〜ドラマCD（雀宮一恋、リリアン・チロル）
- ことのはの巫女とことだまの魔女と（白鳥日乃夏）
  - 限定版コミックス封入ドラマCD「こといろの日々とことほぎの君と」
  - マドリガル・ハロウィン

- 薔薇のマリア（ユリカ・白雪）
- ロザリオとバンパイア（2006年 - 2008年、仙童紫）
- 魔法先生ネギま! ドラマCD Vol.1 - 3（鳴滝風香）

2007年
- 鉄道むすめ〜鉄道制服コレクション〜 ドラマCD 第1巻（渋沢あさぎ）
- PRISM ARK れいんぼ〜☆ドラマCD全3枚（2007年 - 2008年、リッテ・ラートゥス）
- ティンクル☆くるせいだーす きらきらサウンドステージ#01 ヘレナ＆メリロット（メリロット）

2008年
- PRISM ARK ドラマCD シスター・ヘル プリズム変化（リッテ・ラートゥス）
- おたくの娘さん（田村知美）
- 魔法先生ネギま!〜白き翼 ALA ALBA〜 言っておきたい事がある!（鳴滝風香）
- どきどき魔女神判2 ドラマCD〜魔女とアクジ、かれ〜なる？大作戦。そして伝説へ〜（聖花ころん）
- ちょこっとヒメ（ソーニャ）
- 隠の王 ドラマCD『夏休み、別荘地盗難事件編』（南十字）
- コープスパーティー ブラッドカバー 第1、2巻（鈴本繭）

2009年
- とある魔術の禁書目録 アーカイブス シリーズ（月詠小萌）
- たなくまCD 妄想列島☆旅人編〜地方の言葉で癒されるわ〜ん!〜（常盤千夏）
- アスラクライン バラエティーCD（佐伯玲子）

2010年
- おとぎドラマ・オオカミさんと七人の仲間たち「おおかみさんとおむすびころりん対決」（マジョーリカ・ル・フェイ ）
- プリズム☆ま〜じカル まじかる☆ドラマCD（サクラ）

2019年
- Z/X -Zillions of enemy X- NF DramaCD 16「ユニバース・プリンセス」（フレデリカ）

### PV
- アイドルは××××なんてしませんッ!（三嶋華恋）

### CM
- 山崎製パン ランチパック（母親）

### ナレーション
- かしましや
- 魔法瓶とワタシの旅
- みみうち

### ラジオ
※はインターネット配信。
2000年代
- かほる&きみきみHAPPY★LESSON（KBS京都：2000年 - 2001年）
- かほる&きみきみドキドキHAPPY☆LESSON（2001年 - 2003年、AM神戸）
- ホレぼれ。（2002年 - 2003年、文化放送）
- ラジオどっとあい こやまきみこのStrawberry Time（2004年、文化放送）
- こやまきみこの、みにょんぬたいむ（2005年 - 2008年、TARGET INNOVATION RADIO）
- ぱじゃまラジオ プリズムナイトII-ツヴァイ-（2006年 - 2007年）
- キュ〜ルのキンダーガーテンへようこそ（2006年 - 2007年、TARGET INNOVATION RADIO）
- プリズムナイト・プリンセス（2007年 - 2008年）
- RADiOティンクル☆くるせいだーす（2007年 - 2008年、音泉※）
- ラジオ! ロザリオとバンパイア（2007年 - 2008年、音泉※）
- ぱじゃまラジオ プリズムナイトIII-ドライ-（2008年）
- ラジオ!ロザリオとバンパイア CAPU2（2008年 - 2009年、音泉※）

2010年代
- ラジオ「祝福のカンパネラ」〜クランOasisへようこそ!〜（2010年、ランティスウェブラジオ※・音泉※）

### ラジオCD
- らいむいろ戦奇譚 トークCD SP2（2003年）
- PRISM ARK スペシャルサウンドパッケージ・BLUE（第14回ゲスト、2006年9月26日）
- ぱじゃまラジオ プリズムナイトII（全3枚、2006年 - 2007年）
- RADiOティンクル☆くるせいだーす vol.1 - 3（2007年 - 2008年）
- PRISM ARK SoundTracks With PRISMNIGHT PRINCESS（2008年2月27日）
- ぱじゃまラジオ プリズムナイト ドライ（2008年9月26日）
- ラジオCD ロザリオとバンパイア / ロザリオとバンパイア CAPU2（2008年 - 2009年）
- ＜音泉＞スペシャルCD 2010夏（2010年8月13日）
- TVアニメ「祝福のカンパネラ」〜クランOasisへようこそ!〜*ラジオCD“caramella”（2010年10月6日）

### テレビ番組
- 有野の穴（第64、65回ゲスト）
- おはスタ（テレビ東京系例、レ・ミィ×コトナとして、2005年11月29日、2006年3月8日）
- 花の声優界! スター☆ボウリング 天下分け目の春の陣! 富士山が境目ですSP（AT-X：2008年3月23日）

### 映像商品
時期不明
- 魔法先生ネギま! 麻帆良学園中等部2-A:一学期特典DVD 麻帆良学園中等部2-A:入学式
- 魔法先生ネギま! 麻帆良学園中等部2-A:ホームルーム

2001年
- HAPPY☆LESSON MUSIC COLLECTION（10月26日）

2002年
- HAPPY☆LESSON EVENT DVD TV前夜祭!!（6月28日）
- HAPPY☆LESSON EVENT DVD2 ザ★ベストテン!（9月27日）

2003年
- HAPPY☆LESSON EVENT DVD3 紅白歌合戦！（2月28日）
- HAPPY☆LESSON キャラクターDVD 4 四天王うづき＆こやまきみこ（4月25日）
- らいむいろ戦奇譚 スペシャルDVD 戦士の休息（6月27日、2003年3月開催のイベントを収録）

2005年
- アニフェス2004冬祭り〜下級生2＆らいむいろ流奇譚X イベントDVD〜（3月25日）
- 舞-乙HiME 1 初回封入特典DVD「ガルデローベ出席簿」（）
- こいこい7 DVD第一、四 - 七巻（2005年 - 2006年、声優顔出し企画＆初回限定版特典「イベントDVD」※第四巻のみ）

2006年
- 魔法先生ネギま! 麻帆良学園 大麻帆良祭（3月29日）

2007年
- ネギま!? Princess Festival DVD（7月4日）

### 舞台
2004年
- 東京桜組第7回プロデュース公演 『俺たちは志士じゃない』（美咲、7月・武蔵野芸能劇場）

2010年
- 演劇ユニット3LDK第7回プロデュース公演 『ハウスシェア〜わたしのプリン食べたら死刑〜』（斉藤茜、2月・劇場MOMO）

2011年
- トゥルースシェル・プロデュース第2回公演『LOST!? 〜冒険者たちへ〜』（4月7日 - 10日、調布市せんがわ劇場）
- トゥルースシェル・プロデュース第3回公演「NIGHTDREAMER 〜コミックヒーローの夜明け〜」（9月15日-19日、pit北/区域）
- 進戯団夢命クラシックス#11「Lullaby」（11月9日-13日、SPACE107）

### 吹き替え
- ケアベア ジョークタウンへの旅

### パチンコ・パチスロ
- シークレットプリンセス（2009年、御法川心）
- CR魔法先生ネギま!（2017年、鳴滝風香[27]）

### その他コンテンツ
- サイエンスチャンネル「小さな小さな大発明」（ナノビー）

## ディスコグラフィ

### シングル
| 枚  | 発売日        | タイトル        | 規格品番 | 最高位 |
| --- | ------------- | --------------- | -------- | ------ |
|     | 発売日不明    | Vanish          |          |        |
| 1st | 2005年1月27日 | MORE HAPPY☆LOVE | NCA-3002 |        |
| 2nd | 2007年1月27日 | はぴすま作戦！  | NCA-3013 |        |

### アルバム
| 枚  | 発売日        | タイトル       | 規格品番  | 最高位 |
| --- | ------------- | -------------- | --------- | ------ |
| 1st | 2005年4月6日  | Dear           | INCA-3007 |        |
| 2nd | 2008年1月27日 | More Precious… | NCA-3014  |        |

| 枚  | 発売日       | タイトル   | 規格品番  | 最高位 |
| --- | ------------ | ---------- | --------- | ------ |
| 1st | 2005年4月6日 | Sweet Scar | INCA-3001 |        |

### キャラクターソング
- 「LOVE LOVE MOTION!」歌：5人のママ

| 発売日   | 商品名                                                                        | 歌 | 楽曲                                                                        | 備考                                                                      |
| 2000年   | 2000年                                                                        | 2000年 | 2000年                                                                      | 2000年                                                                    |
| -------- | ----------------------------------------------------------------------------- | --- | --------------------------------------------------------------------------- | ------------------------------------------------------------------------- |
| 9月29日  | Parfait Song Collection                                                       | パルフェ＝シュクレール（古山きみこ）                                                                             | 「Little Witch's Heart」                                                    | ゲーム『リトル・ウィッチ パルフェ 〜黒猫印の魔法屋さん〜』Windows版主題歌 |
| 12月20日 | C’/PLACE                                                                      | 5人のママ | 「PLACE」                                                                   | OVA『HAPPY★LESSON』第1巻 - 第3巻エンディングテーマ                        |
| 12月20日 | Dress Mania                                                                   | 四天王うづき（古山きみこ）                                                                                       | 「Dress Mania」 「LOVE LOVE MOTION!」                                       | OVA『HAPPY★LESSON』関連曲                                                 |
| 2001年   |                                                                               | |                                                                             |                                                                           |
| 11月22日 | HAPPY☆LESSON HARA HARA MUSIC CD                                               | 四天王うづき（古山きみこ）                                                                                       | 「ラブらん」                                                                | OVA『HAPPY★LESSON』関連曲                                                 |
| 2002年   |                                                                               | |                                                                             |                                                                           |
| 9月25日  | てんしのまほう                                                                | 四天王うづき（こやまきみこ）                                                                                     | 「遊ぼうよ」 「キラキラあらかると」 「PAIN」 「Happy Angel」 「ありがとう」 | テレビアニメ『HAPPY★LESSON』関連曲                                        |
| 2003年   |                                                                               | |                                                                             |                                                                           |
| 6月27日  | HAPPY☆LESSON ZOKU ZOKU Music CD                                               | 四天王うづき（こやまきみこ）                                                                                     | 「おゆうぎプリンセス」                                                      | テレビアニメ『HAPPY★LESSON ADVANCE』関連曲                                |
| 11月21日 | いつか魔法のシンデレラ                                                        | 四天王うづき（こやまきみこ）                                                                                     | 「OVER THE SUNSHINE」 「Princess Magic」 「Destination」 「油彩」           | テレビアニメ『HAPPY★LESSON ADVANCE』関連曲                                |
| 2004年   |                                                                               | |                                                                             |                                                                           |
| 1月28日  | MELODY                                                                        | 5人のママ | 「MELODY」                                                                  | テレビアニメ『HAPPY★LESSON』関連曲                                        |
| 5月1日   | 出席番号のうた                                                                | 麻帆良学園中等部2-A                                                                                              | 「出席番号のうた」                                                          | テレビアニメ『魔法先生ネギま!』関連曲                                     |
| 9月1日   | Memories Off 〜それから〜 Character File 03.野乃原葉夜                        | 野乃原葉夜（こやまきみこ）                                                                                       | 「宇宙パワーだっぴーすっ！」                                                | ゲーム『Memories Off 〜それから〜』関連曲                                 |
| 11月26日 | 魔法先生ネギま! 麻帆良学園中等部2-A 2月：いたずら3人組                        | いたずら3人組 | 「It's My Life」 「It's My Life（Remix ver.）」                             | テレビアニメ『魔法先生ネギま!』関連曲                                     |
| 2005年   |                                                                               | |                                                                             |                                                                           |
| 3月30日  | SUPER LOVE                                                                    | こいこい7 | 「SUPER LOVE」                                                              | テレビアニメ『こいこい7』オープニングテーマ                               |
| 3月30日  | SUPER LOVE                                                                    | こいこい7 | 「SUPER LOVE（Megalomaniamix）」                                            | テレビアニメ『こいこい7』関連曲                                           |
| 4月27日  | Vegetable Juice                                                               | 猪飼ヒフミ（こやまきみこ）                                                                                       | 「Vegetable Juice」                                                         | テレビアニメ『こいこい7』挿入歌                                           |
| 6月8日   | ハッピー☆マテリアル 5月度：Electric version                                   | 麻帆良学園中等部2-A                                                                                              | 「ハッピー☆マテリアル」                                                     | テレビアニメ『魔法先生ネギま!』オープニングテーマ                         |
| 7月13日  | 私と緑のカタチ                                                                | 猪飼ヒフミ（こやまきみこ）                                                                                       | 「私と緑のカタチ」 「Cosmic Light」                                         | テレビアニメ『こいこい7』関連曲                                           |
| 7月22日  | 卒業・攻略法2005                                                              | 新井勝美（吉原ナツキ）、加藤結夏（鹿野優以）、志村もこ（こやまきみこ）、高城レイカ（植田佳奈）、中本梓（鎌田梢） | 「卒業・攻略法2005」                                                        | ゲーム『卒業 Next Graduation』オープニングテーマ                          |
| 7月22日  | 卒業・攻略法2005                                                              | 新井勝美（吉原ナツキ）、加藤結夏（鹿野優以）、志村もこ（こやまきみこ）、高城レイカ（植田佳奈）、中本梓（鎌田梢） | 「清華女子中学校 校歌」                                                     | ゲーム『卒業 Next Graduation』エンディングテーマ                          |
| 8月3日   | ハッピー☆マテリアル/輝く君へ〜Peace                                           | 麻帆良学園中等部2-A                                                                                              | 「ハッピー☆マテリアル 31人ver.・TVサイズ」                                  | テレビアニメ『魔法先生ネギま!』最終話オープニングテーマ                   |
| 8月3日   | ハッピー☆マテリアル/輝く君へ〜Peace                                           | 麻帆良学園中等部2-A                                                                                              | 「輝く君へ〜Peace」                                                         | テレビアニメ『魔法先生ネギま!』最終話エンディングテーマ                   |
| 8月24日  | こいこい7 ソング集 パラダイス                                                 | こいこい7 | 「パイナップル☆サマー」                                                     | テレビアニメ『こいこい7』関連曲                                           |
| 2006年   |                                                                               | |                                                                             |                                                                           |
| 2月10日  | PRISM ARK スペシャルサウンドパッケージ・GREEN                                 | リッテ・ラートゥス（こやまきみこ）                                                                               | 「ひとりぼっちの愛」                                                        | ラジオドラマ『PRISM ARK』関連曲                                           |
| 3月15日  | ゾイドジェネシス オリジナル サウンドトラック                                  | 無敵団 | 「ああ、無敵団。」                                                          | テレビアニメ『ゾイドジェネシス』関連曲                                    |
| 12月6日  | ネギま!? うたのCD1                                                            | さんぽ部 | 「気まぐれ行進曲♪」                                                         | テレビアニメ『ネギま!?』関連曲                                            |
| 12月6日  | ネギま!? うたのCD1                                                            | チュパカブラ研究会                                                                                               | 「チュパ研の唄〜きっと、いルーンヤ〜」                                      | テレビアニメ『ネギま!?』関連曲                                            |
| 2007年   |                                                                               | |                                                                             |                                                                           |
| 1月24日  | ネギま!? 1000%BOX                                                             | 長瀬楓（白石涼子）、鳴滝風香（こやまきみこ）、鳴滝史伽（狩野茉莉）                                               | 「1000%SPARKING!」 「A-LY-YA!」 「1000%SPARKING!（らてんみっくす）」        | テレビアニメ『ネギま!?』関連曲                                            |
| 1月24日  | ネギま!? 1000%BOX                                                             | ネギ・スプリングフィールド&麻帆良学園中等部3-A                                                                   | 「1000%SPARKING!」 「A-LY-YA!」                                             | テレビアニメ『ネギま!?』関連曲                                            |
| 2月23日  | 護くんに女神の祝福を! オリジナルキャラクターソング・ディスク1                 | 東ビ大付属生徒会一同                                                                                             | 「東ビ王誕生!」                                                             | テレビアニメ『護くんに女神の祝福を!』関連曲                               |
| 6月13日  | ネギま!? Princess Festival CD                                                 | | 「」                                                                        |                                                                           |
| 8月24日  | 護くんに女神の祝福を! オリジナルキャラクターソング・ディスク4                 | 東ビ大付属生徒会一同                                                                                             | 「ああ東ビ戦隊マヤレンジャー」                                              | テレビアニメ『護くんに女神の祝福を!』関連曲                               |
| 8月24日  | PRISM ARK れいんぼ〜☆ドラマCD                                                 | プリーシア（榊原ゆい）、リッテ（こやまきみこ）                                                                   | 「ぷりずむっ☆」                                                             | PCゲーム『プリズム・アーク らぶらぶマキシマム!』オープニングテーマ        |
| 9月26日  | ネギま!? ベストアルバム                                                       | ネギ・スプリングフィールド&麻帆良学園中等部3-A                                                                   | 「Hello Again」                                                             | テレビアニメ『ネギま!?』関連曲                                            |
| 11月9日  | ティンクルセイバーNOVA Maiden Star                                            | 九行稜（こやまきみこ）                                                                                           | 「Shining Heart」                                                           | ドラマCD『ティンクルセイバーNOVA Maiden Star』主題歌                      |
| 12月5日  | PRISM ARK PRIVATE SONG Vol.6 リッテ                                           | リッテ・ラートゥス（こやまきみこ）                                                                               | 「甘い気持ち」                                                              | テレビアニメ『PRISM ARK』関連曲                                           |
| 12月29日 | ティンクル☆くるせいだーす きらきらサウンドステージ#01 ヘレナ&メリロット       | 九浄ヘレナ（伊藤静）、メリロット（こやまきみこ）                                                                 | 「つかまえて Twinkle Live」 「Growth of mind（ヘレナ＆メリロットVer.）」    | ゲーム『ティンクル☆くるせいだーすGoGo!』関連曲                            |
| 2008年   |                                                                               | |                                                                             |                                                                           |
| 1月25日  | PENCIL VOCAL COLLECTION 02                                                    | 矢口茉理（豊田マコト）、雀宮一恋（こやまきみこ）                                                                 | 「なんちゃってLOVEだけど」                                                  | ゲーム『パティシエなにゃんこ〜初恋はいちご味〜』挿入歌                    |
| 2月14日  | 「ロザリオとバンパイア」キャラクターソング3 仙童紫                            | 仙童紫（こやまきみこ）                                                                                           | 「マジカルロマンス」                                                        | テレビアニメ『ロザリオとバンパイア』挿入歌                                |
| 2月14日  | 「ロザリオとバンパイア」キャラクターソング3 仙童紫                            | 仙童紫（こやまきみこ）                                                                                           | 「デリケートに好きして」                                                    | テレビアニメ『ロザリオとバンパイア』関連曲                                |
| 3月26日  | 「ロザリオとバンパイア」キャラクターソング6 ザ・かぷっちゅ                    | ザ・かぷっちゅ                                                                                                   | 「冷たいロザリオ」                                                          | テレビアニメ『ロザリオとバンパイア』挿入歌                                |
| 3月26日  | 「ロザリオとバンパイア」キャラクターソング6 ザ・かぷっちゅ                    | ザ・かぷっちゅ                                                                                                   | 「時の河を越えて」                                                          | テレビアニメ『ロザリオとバンパイア CAPU2』挿入歌                          |
| 3月26日  | 鉄道むすめ キャラクターソングコレクション Vol.10 渋沢あさぎ                   | 渋沢あさぎ（こやまきみこ）                                                                                       | 「ロマンス105%」                                                            | キャラクターソング企画『鉄道むすめ』関連曲                                |
| 8月27日  | ハッピー☆マテリアル リターン                                                  | 麻帆良学園中等部3-A                                                                                              | 「ハッピー☆マテリアル リターン」                                            | OAD『魔法先生ネギま! 〜白き翼 ALA ALBA〜』オープニングテーマ              |
| 8月27日  | ハッピー☆マテリアル リターン                                                  | 麻帆良学園中等部3-A                                                                                              | 「輝く君へ」                                                                | OAD『魔法先生ネギま! 〜白き翼 ALA ALBA〜』エンディングテーマ              |
| 8月27日  | ハッピー☆マテリアル リターン                                                  | 麻帆良学園中等部3-A                                                                                              | 「A-LY-YA!」                                                                |                                                                           |
| 10月29日 | 「ロザリオとバンパイア CAPU2」キャラクターソング4 仙童紫                      | 仙童紫（こやまきみこ）                                                                                           | 「魔女っコ♥女のコ」                                                         | テレビアニメ『ロザリオとバンパイア CAPU2』挿入歌                          |
| 10月29日 | 「ロザリオとバンパイア CAPU2」キャラクターソング4 仙童紫                      | 仙童紫（こやまきみこ）                                                                                           | 「淋しい熱帯魚」                                                            | テレビアニメ『ロザリオとバンパイア CAPU2』関連曲                          |
| 11月26日 | 「ロザリオとバンパイア CAPU2」キャラクターソング7 ザ・かぷっちゅ/謎こうもり   | ザ・かぷっちゅ                                                                                                   | 「Shalala -私にくれた物-」                                                  | テレビアニメ『ロザリオとバンパイア CAPU2』挿入歌                          |
| 2010年   |                                                                               | |                                                                             |                                                                           |
| 1月27日  | シークレットプリンセス ミュージックコレクション                               | 深代京（佐藤利奈）、天野雫（喜多村英梨）、御法川心（こやまきみこ）                                               | 「Secret(>ω<)Princess!!」                                                   | パチスロ『シークレットプリンセス』挿入歌                                  |
| 8月25日  | coccarda                                                                      | カリーナ（こやまきみこ）                                                                                         | 「魔法それとも愛の魔法？」                                                  | テレビアニメ『祝福のカンパネラ』第3話挿入歌                               |
| 10月6日  | オオカミさんと七人の仲間たち キャラクターソングアルバム オトギソングス BEST10 | マジョーリカ・ル・フェイ（こやまきみこ）                                                                         | 「ルージュの伝言」                                                          | テレビアニメ『オオカミさんと七人の仲間たち』関連曲                        |
| 2011年   |                                                                               | |                                                                             |                                                                           |
| 8月24日  | 桜風に約束を -旅立ちの歌-                                                     | ネギ・スプリングフィールド&麻帆良学園中等部3-A                                                                   | 「桜風に約束を -旅立ちの歌-」                                               | 劇場アニメ『劇場版 魔法先生ネギま! ANIME FINAL』主題歌                    |
| 2014年   |                                                                               | |                                                                             |                                                                           |
| 2月28日  | PENCIL VOCAL COLLECTION 04                                                    | リッテ（こやまきみこ）                                                                                           | 「ぷりずむっ☆〜リッテVer.〜」                                               | ゲーム『PRISM ARK』関連曲                                                 |

### その他参加楽曲
| 発売日  | 商品名                                                   | 歌                     | 楽曲                                                     | 備考                                                     |
| 2000年  | 2000年                                                   | 2000年                 | 2000年                                                   | 2000年                                                   |
| ------- | -------------------------------------------------------- | ---------------------- | -------------------------------------------------------- | -------------------------------------------------------- |
| 4月28日 | Every Brand-new Day/Girls be UP!                         | あっぷ2                | 「Girls be UP!」                                         | テレビアニメ『下級生』エンディングテーマ                 |
| 5月26日 | 微風の詩〜Breeze passed us by〜 初回限定版特典CDシングル | 古山きみこ             | 「微風の詩」                                             | ゲーム『微風の詩〜Breeze passed us by〜』                |
| 9月29日 | 西五反田フォークゲリラショー『熱海』                     | 古山きみこ             | 「門司」                                                 |                                                          |
| 2001年  |                                                          |                        |                                                          |                                                          |
| 9月29日 | キミへのVictory                                          | 古山きみこ、笹島かほる | 「キミへのVictory」                                      | OVA『帰ってきたコートの中の天使達』オープニングテーマ    |
| 2006年  |                                                          |                        |                                                          |                                                          |
| 4月7日  | みんなでつくるメモオフCD!! Season3                       | みんな&みんな          | 「紙ヒコーキの旅（メモオフバレンタインコンサートLive）」 |                                                          |
| 2010年  |                                                          |                        |                                                          |                                                          |
| 6月24日 | Twinkle Crusaders Vocal Collection                       | 伊藤静、こやまきみこ   | 「Wireless Cosmic」                                      | ラジオCD『RADiOティンクル☆くるせいだーす vol.1』テーマ曲 |
| 6月24日 | Twinkle Crusaders Vocal Collection                       | 伊藤静、こやまきみこ   | 「sequential summer」                                    | ラジオCD『RADiOティンクル☆くるせいだーす vol.2』テーマ曲 |
| 6月24日 | Twinkle Crusaders Vocal Collection                       | 伊藤静、こやまきみこ   | 「trust in you」                                         | ラジオCD『RADiOティンクル☆くるせいだーす vol.3』テーマ曲 |